# Dagsbergs socken
Dagsbergs socken i Östergötland ingick i Lösings härad, ingår sedan 1974 i Norrköpings kommun och motsvarar från 2016 Dagsbergs distrikt.
Socknens areal är 26,49 kvadratkilometer, varav 26,48 land. År 2000 fanns här 1 291 invånare. En del av tätorten Ljunga samt kyrkbyn Dagsberg med sockenkyrkan Dagsbergs kyrka ligger i denna socken. 

## Administrativ historik
Dagsbergs socken har medeltida ursprung. På 1500-talet utbröts Krokeks socken.
Vid kommunreformen 1862 övergick socknens ansvar för de kyrkliga frågorna till Dagsbergs församling och för de borgerliga frågorna till Dagsbergs landskommun. Landskommunen inkorporerades 1952 i Västra Vikbolandets landskommun som uppgick 1967 i Vikbolandets landskommun och ingår sedan 1974 i Norrköpings kommun. Församlingen uppgick 2008 i Västra Vikbolandets församling.
1 januari 2016 inrättades distriktet Dagsberg, med samma omfattning som församlingen hade 1999/2000.  
Socknen har tillhört samma fögderier och domsagor som Lösings härad. De indelta soldaterna tillhörde  Första livgrenadjärregementet, Östanstångs kompani och Andra livgrenadjärregementet, Liv-kompaniet.

## Geografi
Dagsbergs socken ligger öster om Norrköping söder om Bråviken på Vikbolandet som också omfattar några öar. Socknen är en slättbygd med några smärre kullar.

## Fornlämningar

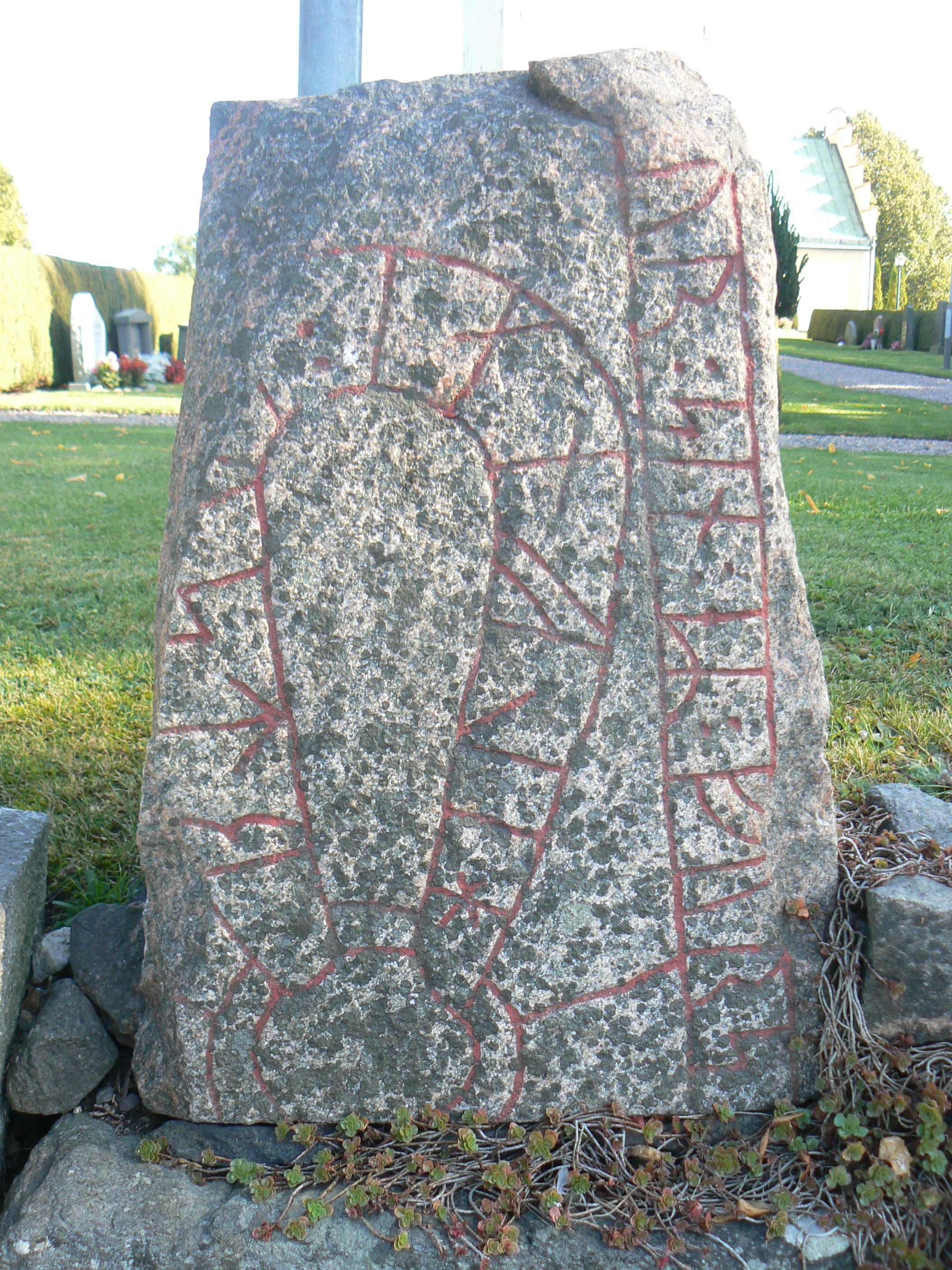
Östergötlands runinskrifter 145 vid kyrkan

Kända från socknen är spridda gravrösen och skärvstenshögar från bronsåldern samt omkring 25 gravfält och stensträngar från järnåldern. Två runristningar är kända vid kyrkan.

## Namnet
Namnet (1330 Daxbergh) kommer från kyrkbyn. Förleden kan baseras på mansnamnet Dag men troligare på dag, syftande på solens läge viss tid på dygnet eller ett ljust läge. Efterleden berg syftar på den markerade höjd kyrkan ligger på.

### Fotnoter
1. 1 2  Svensk Uppslagsbok andra upplagan 1947–1955: Dagsberg socken
2. 1 2  Harlén, Hans; Harlén Eivy (2003). Sverige från A till Ö: geografisk-historisk uppslagsbok. Stockholm: Kommentus. Libris 9337075. ISBN 91-7345-139-8
3. ↑  Harlén, Hans; Harlén Eivy (2003). Sverige från A till Ö: geografisk-historisk uppslagsbok. Stockholm: Kommentus. Libris 9337075. ISBN 91-7345-139-8
4. ↑  ”Församlingar”. Statistiska centralbyrån. https://www.scb.se/hitta-statistik/regional-statistik-och-kartor/regionala-indelningar/forsamlingar/. Läst 30 december 2022.
5. ↑  Administrativ historik för Dagsberg socken (Klicka på församlingsposten). Källa: Nationella arkivdatabasen, Riksarkivet.
6. ↑  ”Karta över Lösings härad från 1868”. Arkiverad från originalet den 3 oktober 2017. https://web.archive.org/web/20171003142559/http://kartavdelningen.sub.su.se/images/Ek/E/E-Losing/openlayers.html. Läst 13 april 2018.
7. 1 2  Sjögren, Otto (1931). Sverige geografisk beskrivning del 2 Östergötlands, Jönköpings, Kronobergs, Kalmar och Gotlands län. Stockholm: Wahlström & Widstrand. Libris 9939
8. 1 2  Nationalencyklopedin
9. ↑  Fornlämningar, Statens historiska museum: Dagsbergs socken
10. ↑  Fornminnesregistret, Riksantikvarieämbetet: Dagsbergs socken Fornminnen i socknen erhålls på kartan genom att skriva in sockennamn (utan "socken") i "Ange geografiskt område"
11. ↑  Mats Wahlberg, red (2003). Svenskt ortnamnslexikon. Uppsala: Institutet för språk och folkminnen. Libris 8998039. ISBN 91-7229-020-X. https://isof.diva-portal.org/smash/get/diva2:1175717/FULLTEXT02.pdf